# Kebayoran Baru
Kebayoran Baru is een onderdistrict (kecamatan) van Zuid-Jakarta in het zuiden van Jakarta, Indonesië.

## Verdere onderverdeling
Het onderdistrict Kebayoran Baru is verdeeld in 10 kelurahan:
1. Selong, postcode 12110
2. Gunung, postcode 12120
3. Kramat Pela, postcode 12130
4. Gandaria Utara, postcode 12140
5. Cipete Utara, postcode 12150
6. Pulo, postcode 12160
7. Melawai, postcode 12160
8. Petogogan, postcode 12170
9. Rawa Barat, postcode 12180
10. Senayan, postcode 12190